# Loches-sur-Ource
Loches-sur-Ource és un municipi francès situat al departament de l'Aube i a la regió del Gran Est. L'any 2007 tenia 358 habitants.

## Demografia

### Població
El 2007 la població de fet de Loches-sur-Ource era de 358 persones. Hi havia 159 famílies de les quals 58 eren unipersonals (27 homes vivint sols i 31 dones vivint soles), 39 parelles sense fills, 35 parelles amb fills i 27 famílies monoparentals amb fills.
La població ha evolucionat segons el següent gràfic:
Habitants censats

### Habitatges
El 2007 hi havia 237 habitatges, 165 eren l'habitatge principal de la família, 46 eren segones residències i 26 estaven desocupats. 235 eren cases i 2 eren apartaments. Dels 165 habitatges principals, 133 estaven ocupats pels seus propietaris, 24 estaven llogats i ocupats pels llogaters i 8 estaven cedits a títol gratuït; 1 tenia una cambra, 7 en tenien dues, 17 en tenien tres, 53 en tenien quatre i 87 en tenien cinc o més. 135 habitatges disposaven pel capbaix d'una plaça de pàrquing. A 90 habitatges hi havia un automòbil i a 45 n'hi havia dos o més.

### Piràmide de població
La piràmide de població per edats i sexe el 2009 era:
| Homes | Edats   | Dones |
| ----- | ------- | ----- |
| 0     | 95 o +  | 0     |
| 0     | 90 a 94 | 0     |
| 4     | 85 a 89 | 12    |
| 4     | 80 a 84 | 0     |
| 4     | 75 a 79 | 12    |
| 16    | 70 a 74 | 16    |
| 16    | 65 a 69 | 8     |
| 4     | 60 a 64 | 16    |
| 0     | 55 a 59 | 4     |
| 16    | 50 a 54 | 4     |
| 8     | 45 a 49 | 12    |
| 24    | 40 a 44 | 12    |
| 24    | 35 a 39 | 24    |
| 8     | 30 a 34 | 16    |
| 12    | 25 a 29 | 12    |
| 16    | 20 a 24 | 12    |
| 8     | 15 a 19 | 16    |
| 32    | 10 a 14 | 16    |
| 4     | 5 a 9   | 20    |
| 12    | 0 a 4   | 16    |

## Economia
El 2007 la població en edat de treballar era de 221 persones, 174 eren actives i 47 eren inactives. De les 174 persones actives 158 estaven ocupades (91 homes i 67 dones) i 16 estaven aturades (7 homes i 9 dones). De les 47 persones inactives 14 estaven jubilades, 15 estaven estudiant i 18 estaven classificades com a «altres inactius».

### Ingressos
El 2009 a Loches-sur-Ource hi havia 171 unitats fiscals que integraven 375 persones, la mediana anual d'ingressos fiscals per persona era de 21.446 €.

### Activitats econòmiques
Dels 13 establiments que hi havia el 2007, 2 eren d'empreses extractives, 1 d'una empresa alimentària, 4 d'empreses de construcció, 1 d'una empresa de comerç i reparació d'automòbils, 2 d'empreses de transport, 2 d'empreses immobiliàries i 1 d'una empresa classificada com a «altres activitats de serveis».
Dels 6 establiments de servei als particulars que hi havia el 2009, 1 era una oficina de correu, 1 taller de reparació d'automòbils i de material agrícola, 2 paletes i 2 fusteries.
L'any 2000 a Loches-sur-Ource hi havia 57 explotacions agrícoles que ocupaven un total de 372 hectàrees.

## Equipaments sanitaris i escolars
El 2009 hi havia una escola elemental integrada dins d'un grup escolar amb les comunes properes formant una escola dispersa.

## Poblacions més properes
El següent diagrama mostra les poblacions més properes.